# Ontario megye (New York)
Ontario megye az Amerikai Egyesült Államokban, azon belül New York államban található. Megyeszékhelye Canandaigua, legnagyobb városa Geneva. Lakosainak száma 112 458 fő (2020. április 1.). Ontario megye Wayne, Yates, Seneca, Steuben, Livingston és Monroe megyékkel határos.

## Népesség
A megye népességének változása:
| Lakosok száma | 108 063 | 108 569 | 108 607 | 109 103 | 109 561 | 112 458 |
|               | 2010    | 2011    | 2012    | 2013    | 2015    | 2020    |